# Dysmicoccus bispinosus
Dysmicoccus bispinosus är en insektsart som beskrevs av John Wyman Beardsley 1965. 
Dysmicoccus bispinosus ingår i släktet Dysmicoccus och familjen ullsköldlöss. Inga underarter finns listade i Catalogue of Life.